# オシャカティ
オシャカティ（Oshakati）はナミビアの町である。オシャナ州の州都である。

## 交通

### 空港
- オシャカティ空港（英語版）

### 道路
- 国道C46号（ドイツ語版） - オンダングァ（英語版）で国道B1号 (ナミビア)に接続
- 国道C45号（オランダ語版）
- 国道C41号（オランダ語版）